# Agrotis minorata
Agrotis minorata là một loài bướm đêm trong họ Noctuidae.